# Лофур червононогий
Лофур червононогий (Lophura rufa) — вид куроподібних птахів родини фазанових (Phasianidae). Поширений у Південно-Східній Азії.

## Поширення
Лофур червононогий поширений на крайньому півдні Тенассеріму (М'янма), півдні Таїланду, Півострівній Малайзії, на острові Суматра та Бангка (Індонезія). Мешкає в низинних лісах від рівня моря до 1200 м над рівнем моря.

## Опис
Це фазан середнього розміру, до 70 см завдовжки, з павиним темним гребенем, синювато-чорним оперенням, рудувато-коричневим крупом, чорним зовнішнім пір'ям хвоста, червоною райдужною оболонкою і голою блакитною шкірою обличчя. Самиця — птах коричневого кольору з коротким чубчиком, блакитною шкірою обличчя і чорно-білими плямами знизу. Його відрізняють від борнейського лофура за білим центральним пір'ям хвоста, червоними ногами та синювато-чорними білими смугами внизу.